# سیاه‌گرایی

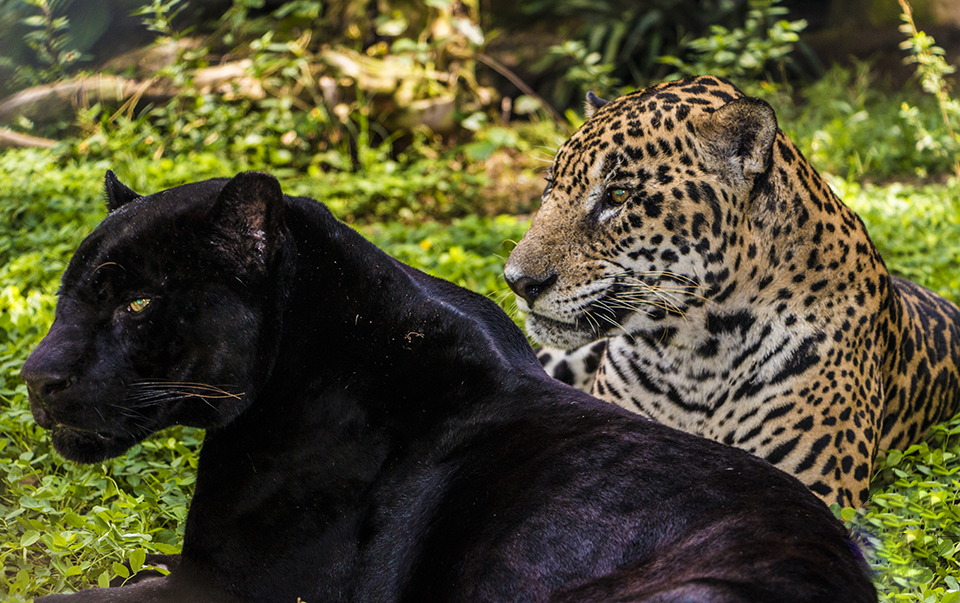

سیاه‌گرایی یا ملانیسم عنوان پدیده‌ای است که صرفاً به دلیل جهش ژنتیکی در مهره‌داران بروز می‌کند و براساس آن رنگدانه در بدن به حد افراط می‌رسد و پوست حیوان از رنگ طبیعی خود بسیار تیره‌تر یا سیاه دیده می‌شود. واژۀ melan به معنی سیاه است.

## نگارخانه

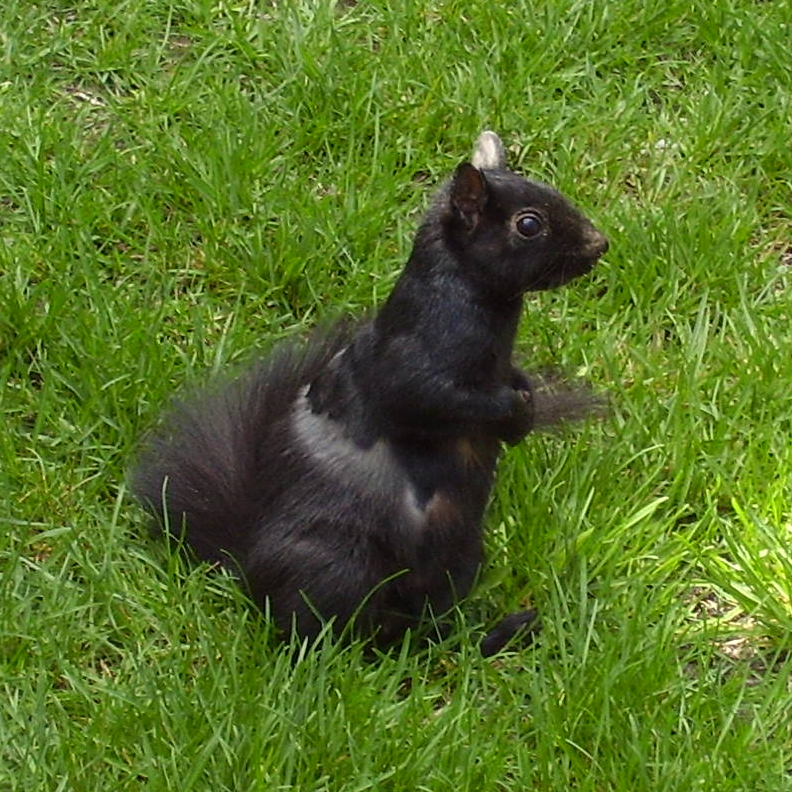
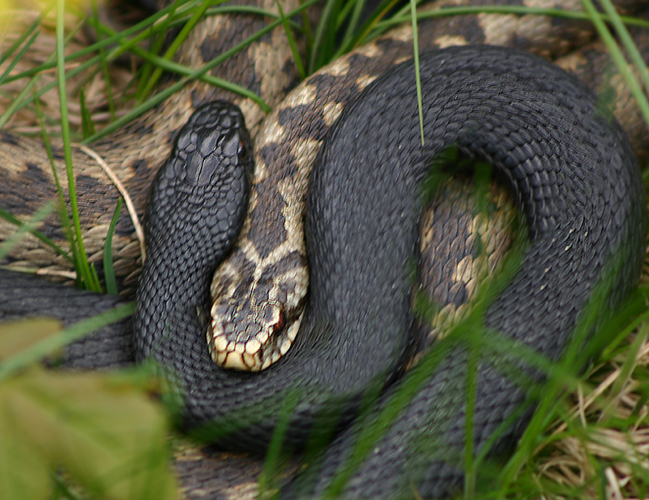
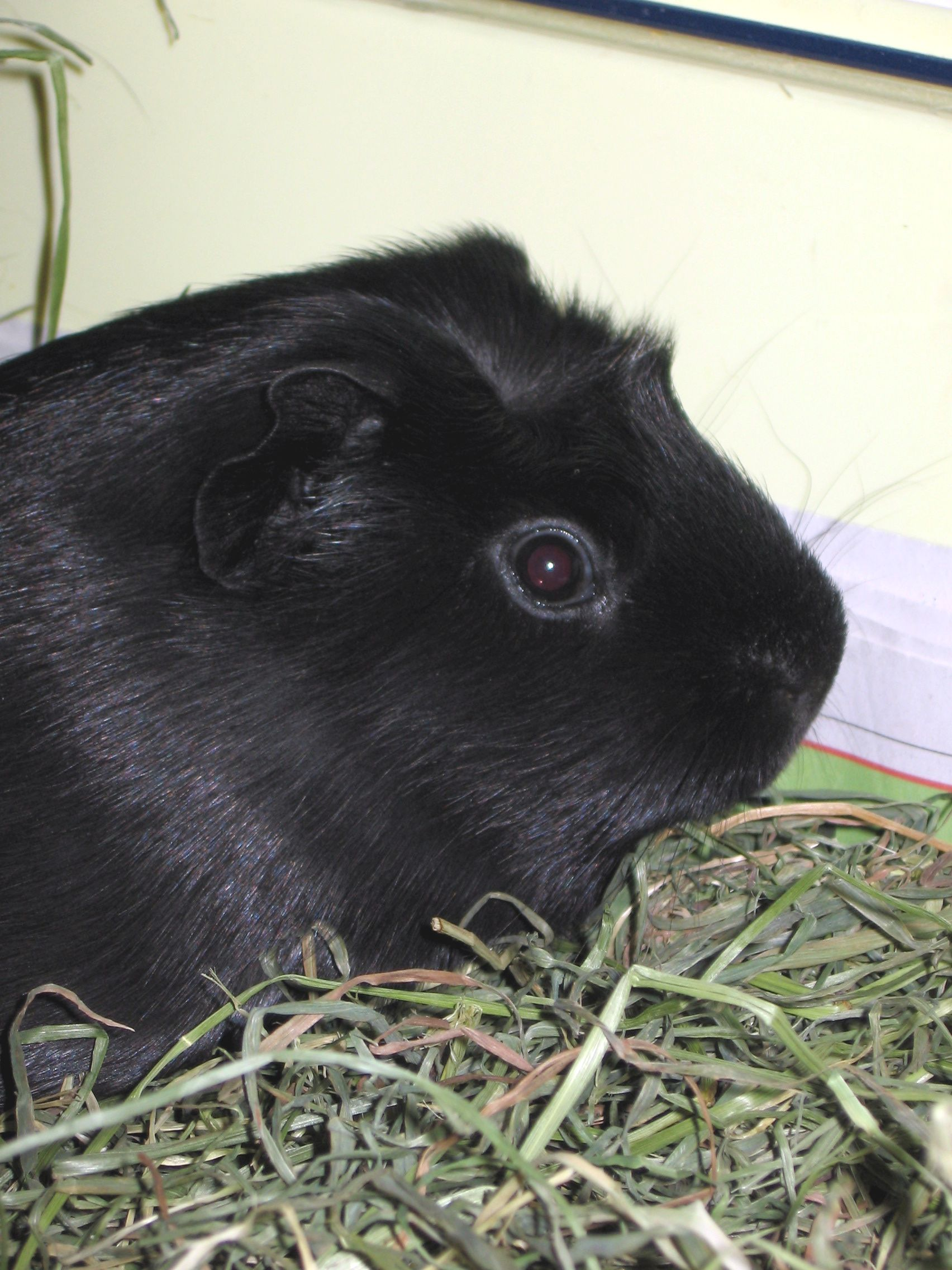